# Reschenpas
De Reschenpas (Duits: Reschenpass, Italiaans: Passo di Resia) is een bergpas in de Rätische Alpen op de grens tussen Oostenrijk en Italië. De pas verbindt de Oostenrijkse deelstaat Tirol met de regio Vinschgau in Zuid-Tirol. De bergpas vormt tevens de scheiding tussen de Ötztaler Alpen en de Sesvennagroep.
De Reschenpas voert vlak bij het Zuid-Tiroler plaatsje Reschen (Ital.: Resia) over de maximale hoogte van 1504 meter. Verder voert de bergpas langs de Oostenrijkse plaats Nauders en de Italiaanse plaatsen Graun, Langtaufers en St. Valentin auf der Haide.

## Topografie
De Reschenpas vormt na de nabijgelegen Brennerpas de laagste overgang over de hoofdkam van de Alpen. Het is ook de eerste pas lager dan 2000 meter ten oosten van de Grote Sint-Bernhardpas. De pas vormt de grens tussen Oostelijke en de Westelijke Rätische Alpen. Verder ligt de pas op de waterscheiding tussen de bekkens van de Inn in het noorden en dat van de Adige in het zuiden.

## Geschiedenis
De Reschenpas is al geruime tijd een van de belangrijkste noord-zuidverbindingen over de Alpen. Al voor de Romeinse Tijd verbond de pas als steil bergpad het Inndal in het noorden met de Vinschgau in het zuiden. De Reschenpas maakte deel uit van de rond het jaar 50 geopende Romeinse weg Via Claudia Augusta, die al gauw de belangrijkste verkeersader tussen Italië en Augsburg werd. Zowel gedurende de Middeleeuwen als aan het begin van de Nieuwe Tijd bleef het, naast de bergpassen in het Zwitserse kanton Graubünden tot de belangrijkste Alpenovergangen behoren. Tegenwoordig is de Brennerpas voor het verkeer veel belangrijker, als gevolg van de daar aangelegde autosnelweg.
Vanaf de Romeinse tijd tot 1854 vormde de brug over de Inn bij Finstermünz ten noorden van Nauders een tolovergang. Als overblijfsel uit de wereldoorlogen uit de 20e eeuw zijn langs het traject van de Reschenpas nog talrijke bunkers te vinden.
Tussen 1948 en 1950 werd aan de Italiaanse zijde van de Reschenpas door de bouw van een stuwdam het Reschenmeer gevormd, waardoor het oorspronkelijke dorp Graun (Alt-Graun) onder water kwam te staan. De kerktoren van het vroegere dorp is hiervan de stille getuige.
De weg over de Reschenpas is tussen 1850 en 1854 gebouwd onder leiding van Carl Ritter von Ghega, die ook het ontwerp en de bouw van de Semmeringspoorlijn voor zijn rekening nam. Samen met Joseph Duile legde hij het traject tussen de vesting bij Nauders tot aan de Katejansbrücke aan. Meerdere plannen voor de aanleg van een spoorlijn over de Reschenpas (de Reschenscheideckbahn) kwamen nooit van de grond. De straat is heden ten dage door meerdere tunnels en galerijen beschermd tegen lawines.